# Voices of Babylon
Voices of Babylon är The Outfields tredje studioalbum och det sista med trummisen Alan Jackman.

## Låtförteckning
1. "Voices of Babylon"
2. "My Paradise"
3. "Part of Your Life"
4. "Shelter Me"
5. "The Night Ain't Over"
6. "No Point"
7. "Taken By Surprise"
8. "Reach Out"
9. "Makin' Up"
10. "Inside Your Skin"

Alla låtar skrevs av John Frederick Spinks, förutom låten "Taken By Surprise", som skrevs av John Spinks och Tony Lewis.